# 图桑
图桑（法語：Toussaint，法語發音：[tusɛ̃]）是法国滨海塞纳省的一个市镇，属于勒阿弗尔区。

## 地理
图桑（49°44'16"N, 0°25'23"E）面积4.49 平方千米，位于法国诺曼底大区滨海塞纳省，该省份为法国北部沿海省份，其西部及北部濒大西洋英吉利海峡，东起顺时针与索姆省、瓦兹省、厄尔省和卡爾瓦多斯省接壤。
与图桑接壤的市镇（或旧市镇、城区）包括：科勒维尔、孔特勒穆兰、费康、冈兹维尔。
图桑的时区为UTC+01:00、UTC+02:00（夏令时）。

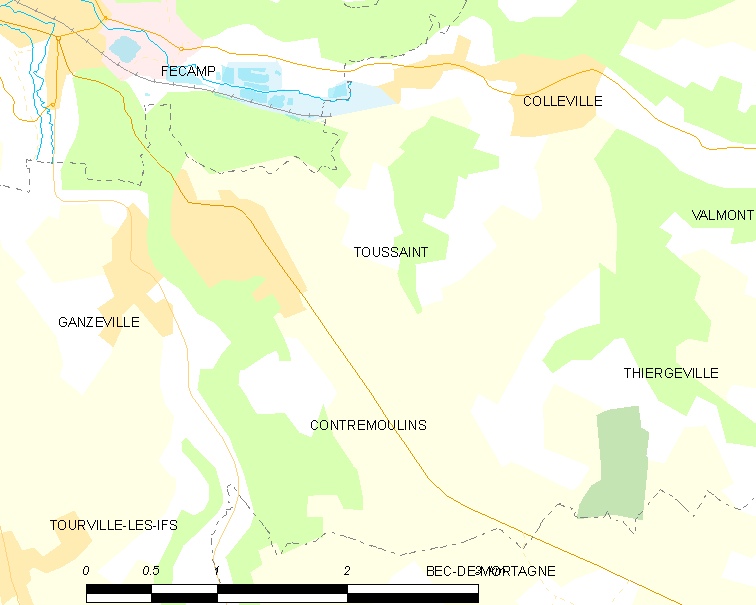
图桑的OSM定位图

## 行政
图桑的邮政编码为76400，INSEE市镇编码为76708。

## 政治
图桑所属的省级选区为费康县。

## 人口

1962-2008年间图桑人口变化图示

图桑于2022年1月1日时的人口数量为695人。